# Hector Curiel
Hector Publio Curiel (ur. 2 listopada 1936 na Curaçao, zm. 26 stycznia 2022) – sztangista z Antyli Holenderskich, olimpijczyk.

## Kariera
W młodości uprawiał boks, a od 1955 roku podnoszenie ciężarów. Jeszcze w tym samym roku pojechał na igrzyska panamerykańskie w Meksyku, gdzie zajął ostatnie miejsce w swojej kategorii wagowej. 
Dwukrotny olimpijczyk (IO 1960, IO 1964) startujący w kategorii wagowej do 56 kg. Podczas igrzysk w Rzymie wyciskanie zakończył na 13. miejscu (87,5 kg), zaś rwanie i podrzut na 8. pozycji (odpowiednio: 92,5 kg i 125 kg), co łącznie dało Curielowi 11. lokatę (305 kg). Na igrzyskach w Tokio osiągnął 19. pozycję i 300 kg w trójboju. W wyciskaniu zajął 22. pozycję (85 kg), w rwaniu 18. lokatę (90 kg), natomiast w podrzucie 14. miejsce (125 kg).
Na igrzyskach panamerykańskich Curiel zdobył 1 medal – w wadze do 56 kg został wicemistrzem Igrzysk Panamerykańskich 1963. Podczas igrzysk Ameryki Środkowej i Karaibów stał 6 razy na podium. W 1959 roku zdobył srebro, a w 1963 roku brąz w wadze do 56 kg. Podczas turnieju w 1970 roku wywalczył 4 brązowe medale (w wyciskaniu, rwaniu, podrzucie i klasyfikacji łącznej).
Kilkunastokrotny mistrz Antyli Holenderskich i Curaçao (pierwsze tytuły zdobył 3 miesiące po rozpoczęciu kariery). Po zakończeniu kariery w 1975 roku został trenerem.